# We Are Born
We Are Born è il quinto album discografico in studio della cantante australiana Sia, pubblicato nel giugno 2010.

## Tracce
1. The Fight – 3:39 (Sia Furler, Dan Carey)
2. Clap Your Hands – 3:58 (Sia Furler, Samuel Dixon)
3. Stop Trying – 2:40 (Sia Furler, Greg Kurstin)
4. You've Changed – 3:11 (Sia Furler, Lauren Flax)
5. Be Good to Me – 3:57 (Sia Furler, Jesse Graham, Simon Katz)
6. Bring Night – 2:57 (Sia Furler, Greg Kurstin)
7. Hurting Me Now – 3:26 (Sia Furler, Greg Kurstin)
8. Never Gonna Leave Me – 3:34 (Sia Furler, Greg Kurstin)
9. Cloud – 3:43 (Sia Furler, Samuel Dixon)
10. I'm in Here – 3:41 (Sia Furler, Samuel Dixon)
11. The Co-Dependent – 2:55 (Sia Furler, Greg Kurstin)
12. Big Girl Little Girl – 4:18 (Sia Furler, Henry Binns)
13. Oh Father – 4:29 (Madonna, Patrick Leonard) – cover di Madonna

Traccia bonus dell'edizione australiana e statunitense
1. I'm in Here (Piano Vocal Version) – 3:47 (Sia Furler, Samuel Dixon)

## Formazione
- Sia - voce
- Felix Bloxsom - batteria, cori
- Sam Dixon - basso
- Inara George - cori
- Oliver Kraus - archi
- Greg Kurstin - tastiera, programmazione, chitarra, basso, xilofono, batteria
- Andrew Lynch - pianoforte
- Aaron Redfield - batteria
- Gus Seyffert - chitarra
- Nick Valensi - chitarra